# Emeis (Unternehmen)
Emeis (bis 2024 Orpea-Gruppe) ist ein französisches Unternehmen im Bereich der Pflege und Rehabilitation. Das Unternehmen mit Hauptsitz in Puteaux bei Paris wurde 1989 vom Neuropsychiater Jean Claude Marian gegründet. Es betreibt 854 Pflege- und Gesundheitseinrichtungen mit 86.757 Betten in Frankreich, Belgien, Deutschland, Spanien, Italien, Portugal, Schweiz, Polen, Tschechien, China, Brasilien und Österreich (Stand 2019).
2024 wurde Orpea in emeis umbenannt. Im Juli 2022 wurde Laurent Guillot zum Chief Executive Officer der Orpea-Gruppe in Frankreich bestellt; seit Mai 2024 ist er zusätzlich CEO von emeis Deutschland. Emeis betreibt in Deutschland 191 Einrichtungen.
Der emeis-Vorgänger Orpea betrieb 134 Pflegeheime mit insgesamt 11.868 Betten. Die Orpea-Deutschland mit Sitz in Frankfurt am Main wurde von Erik Hamann und Robert Kordic geleitet. Robert Kordic ist auch bei emeis COO; CFO ist Jean-Christophe Zell.
Marken der Orpea in Deutschland waren: Comunita, Medicare, Vitacare, Fürsorge im Alter, Peter Janssen Gruppe, Zur Buche, Haus Edelberg, Residenz-Gruppe, Vitalis, Hildegard von Bingen, Aumühlen Residenz, alisea, Elbschloss Residenz und Elbschloss Residenz Klein Flottbek. Durch die 2015 erfolgte Übernahme der Celenus-Kette gehörten unter diesem Namen mehrere Reha-Kliniken zum Orpea-Konzern, an denen auch der Lipany-Konzern beteiligt ist.
Die SeneCura Gruppe, die innerhalb der Orpea-Gruppe für Österreich, Kroatien, die Schweiz, Slowenien und die Tschechische Republik verantwortlich ist, ist nach Eigenaussage Österreichs größter privater Betreiber von Gesundheits- und Pflegeeinrichtungen. SeneCura betrieb im August 2022 nach eigenen Angaben 90 Einrichtungen mit rund 7.500 Betten in Österreich, hinzu kommen 26 „Gesundheitseinrichtungen unter OptimaMed“; auf der Website der Orpea-Gruppe werden für Österreich 82 Pflegeeinrichtungen mit 6.975 Betten genannt.

## Kritik
Orpea Frankreich wurde im Januar 2022 „vorgeworfen, Bewohner in der Residenz in Neuilly systematisch schlecht behandelt zu haben“. Hygiene- und Personalstandards sollen mit dem Ziel, höhere Gewinne zu erzielen, „mit Füßen getreten und Mahlzeiten und andere Leistungen rationiert worden sein.“ Das Unternehmen bestritt die Anschuldigungen. Es wolle nicht zulassen, „dass solche ‚sensationslüsternen und verlogenen‘ Berichte das eigene Image und das der Branche trübten.“ Dennoch gab es eine externe Untersuchung in Auftrag. Der Verwaltungsrat von Orpea entband im Rahmen der erhobenen Vorwürfe den Generaldirektor Yves Le Masne am 30. Januar 2022 von seinen Aufgaben und setzte den bisherigen Verwaltungsratschef Philippe Charrier als seinen Nachfolger ein. Der Aktienkurs von Orpea hatte sich im Laufe von einer Woche halbiert.
Um ein Betriebsratsmitglied loszuwerden, lässt die Residenz-Gruppe des Orpea-Konzerns nach Auskunft des Anwalts von Geschäftsführer Erik Hamann seit spätestens Juli 2021 eine Person lückenlos überwachen. Das Landesarbeitsgericht Bremen sieht im Vorgehen des Pflegeheimbetreibers systematisches Mobbing.
Auch in Österreich steht die Senecura-Gruppe wegen verschiedener Pflegeheimskandale in der Kritik.